# Lobelia-Alkaloide

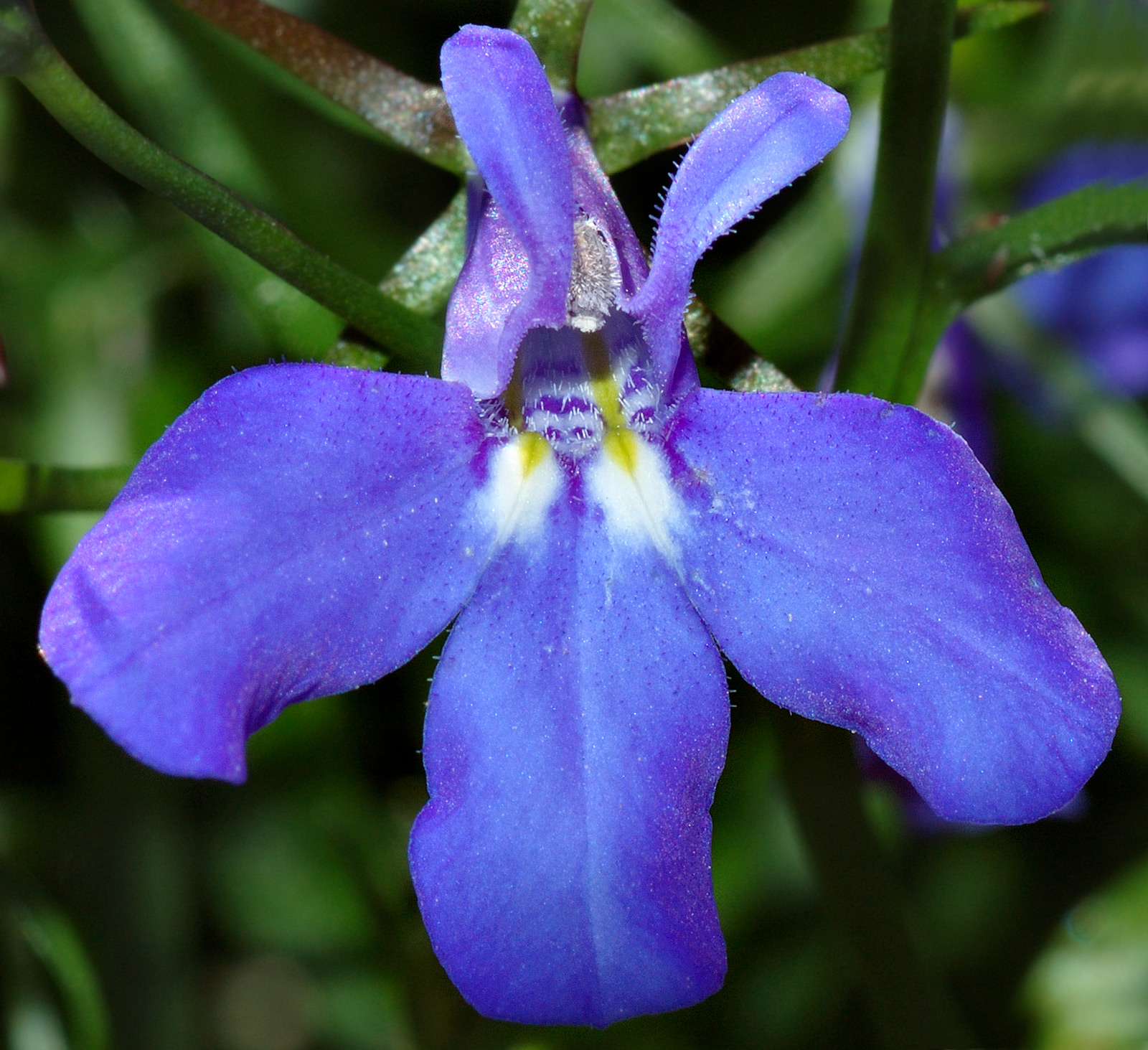
Männertreu (Lobelia erinus)

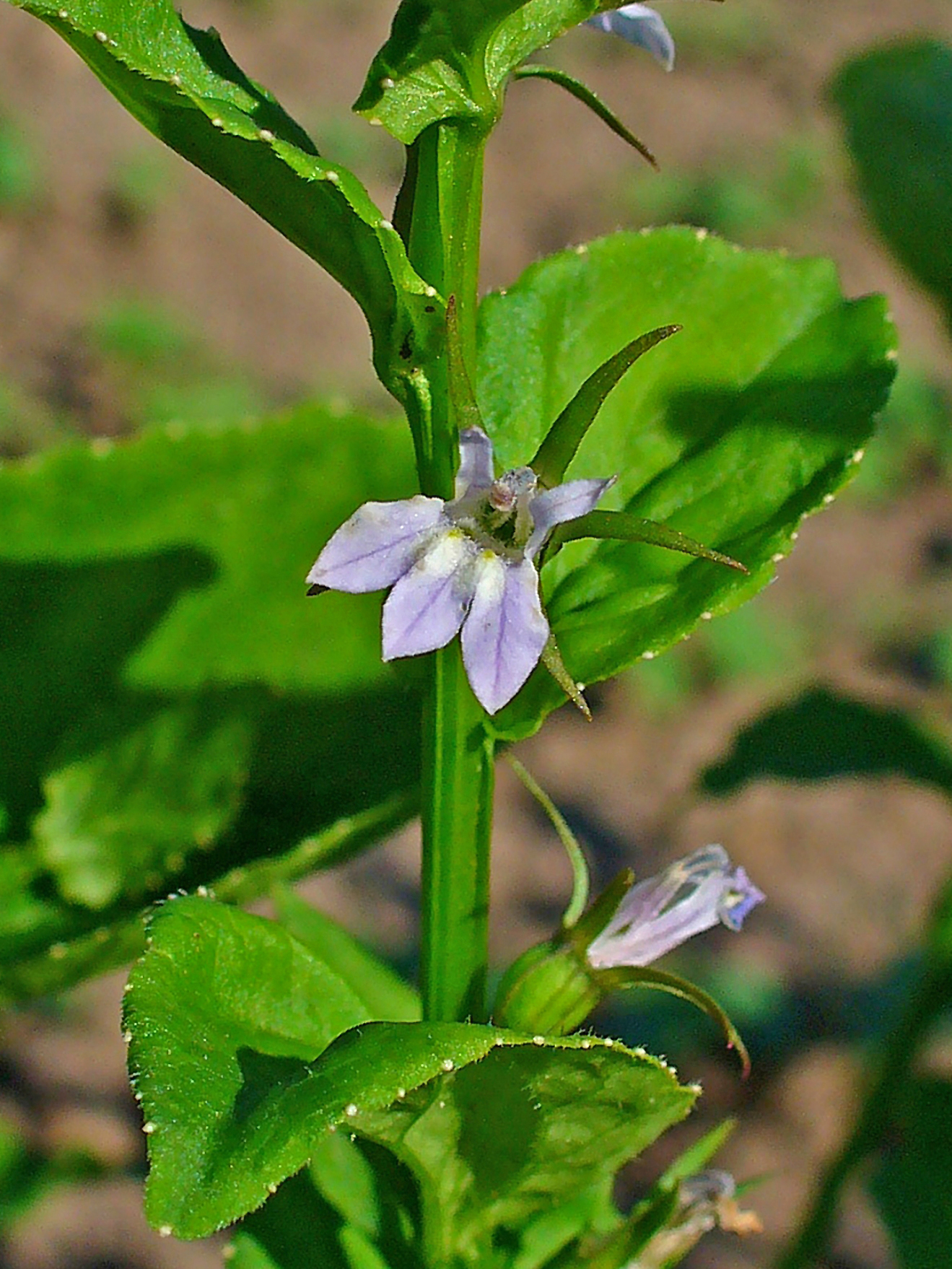
Lobelie (Lobelia inflata)

Lobelia-Alkaloide sind Naturstoffe, die in Lobelien einer Pflanzengattung innerhalb der Familie der Glockenblumengewächse vorkommen, insbesondere in Lobelia inflata. Es sind disubstituierte Piperidin-Alkaloide, die sich extraktiv gewinnen lassen.

## Vorkommen
Lobelien enthalten bis zu 0,3 % Lobelia-Alkaloide.

## Vertreter
Es gibt etwa 20 Lobelia-Alkaloide. Darunter ist das Lobelin der Hauptvertreter. Die weiteren Lobelia-Alkaloide unterscheiden sich vom Lobelin oft durch eine oxidierte Hydroxy-Gruppe oder eine reduzierte Carbonyl-Gruppe.
Weitere Vertreter sind unter anderem Lelobanidin und Lobelanidin, bei dem die Carbonyl-Gruppe zur Hydroxy-Gruppe reduziert wurde. Weiterhin Lobinanidin und Isolobinin.
Die Lobinin-Gruppe innerhalb der Lobelia-Alkaloide beschreibt Alkaloide, die einen Tetrahydropyridin-Ring enthalten. Dazu zählt zum Beispiel Lobinalin.

Lobelin
Lelobanidin
Lobelanidin
Lobinanidin
Isolobinin

## Verwendung
Lobelia-Alkaloide werden in der Homöopathie bei Asthma, Hyperemesis, Übelkeit mit Todesangst und kaltem Schweiß verwendet.